# Raymond Martin
Raymond Martin (Pont-Erambourg, 22 mei 1949) is een Frans voormalig wielrenner.
Martin was van 1973 tot 1983 professional. In 1980 won hij een bergetappe in de Ronde van Frankrijk, eindigde dat jaar derde in het eindklassement en was tevens winnaar van het bergklassement. Martin reed de Tour de France tien keer uit. In 1982 werd hij achtste.
Martin won in 1975 en 1979 de wielerwedstrijd Parijs-Camembert. In 1980 won hij een etappe in de Dauphiné Libéré en werd hij tweede in het eindklassement van de meerdaagse koers. In 1974 won hij de GP Ouest France-Plouay.

## Resultaten in voornaamste wedstrijden
| Jaar | Ronde van Italië | Ronde van Frankrijk | Ronde van Spanje |
| ---- | ---------------- | ------------------- | ---------------- |
| 1973 |                  | 35e                 |                  |
| 1975 |                  | 30e                 |                  |
| 1976 |                  | 15e                 |                  |
| 1977 |                  | 11e                 |                  |
| 1978 |                  | 12e                 |                  |
| 1979 |                  | 24e                 | 13e              |
| 1980 |                  | ↑ (1)               |                  |
| 1981 |                  | 17e                 |                  |
| 1982 |                  | 8e                  |                  |
| 1983 |                  | 43e                 |                  |

| Jaar | Milaan-San Remo | Amstel Gold Race | Luik-Bast.‑Luik | Waalse Pijl |  | Wereldranglijsten |
| ---- | --------------- | ---------------- | --------------- | ----------- |  | ----------------- |
| 1973 |                 |                  | 31e             |             |  |                   |
| 1975 | 53e             |                  | 24e             | 23e         |  |                   |
| 1976 |                 |                  |                 |             |  |                   |
| 1977 |                 |                  |                 |             |  |                   |
| 1978 |                 |                  |                 |             |  |                   |
| 1979 |                 |                  |                 |             |  |                   |
| 1980 |                 | 46e              |                 | 11e         |  | 12e (SPP)         |
| 1981 |                 |                  |                 | 72e         |  |                   |
| 1982 |                 |                  |                 |             |  |                   |
| 1983 |                 |                  | 34e             | 35e         |  |                   |

Wielerploegen van Raymond Martin
Andrade · 
Bellone ·
Bellouis ·
Campanier · 
Duijndam (tot 31/05) ·
Fin ·
Julien ·
Largeau ·
Le Guilloux ·
Martin ·
Masson ·
Mattioda ·
Millard ·
Noguès ·
Pitard ·
Tosi ·
Vianen ·
Wright ·
Zoetemelk
Besnard · 
Botherel ·
De Cauwer · 
Dillen ·
Julien ·
Largeau ·
Le Guilloux ·
Martin ·
Martínez ·
Mattioda ·
McVilly ·
Mintkiewicz · 
Noguès ·
Teirlinck ·
Tollet ·
Van Impe ·
Van Neste ·
Wright ·
Hinault (stagiair)
Arbès · 
Ceulen ·
Chalmel ·
Chassang ·
De Temmerman ·
Dillen ·
Hinault · 
Karstens ·
Lapébie ·
Le Guilloux ·
Leleu ·
Martin ·
Mariano Martínez ·
Martin Martínez ·
Mintkiewicz · 
Quilfen ·
A. Santy ·
G. Santy ·
Teirlinck ·
Van Impe · 

Meslet (stagiair)
Arbès · 
Bossis ·
Chalmel ·
Chassang ·
Dillen ·
Fussien ·
Guimard (tot 15/02) ·
Hinault · 
Leleu ·
Martin ·
Meslet ·
Mintkiewicz · 
Quilfen ·
Santy ·
Teirlinck ·
Van Impe ·
Vasseur ·
Villemiane
Alban ·
Aubey ·
Bertin ·
Busolini ·
Corbeau ·
Delisle ·
Hoban ·
Le Guilloux ·
Martin ·
Mathis ·
Mauvilly · 
Nilsson ·
Perret ·
Poulidor ·
Rouxel ·
Seznec ·
Vallet ·
Zoetemelk
Alban ·
Busolini ·
Hoban ·
Le Guilloux ·
Levavasseur ·
Martin ·
Mathis ·
Mauvilly · 
Meslet ·
Mollet ·
Nilsson ·
Périn ·
Perret ·
Pirard ·
Rouxel ·
Seznec ·
Vallet ·
van Vliet ·
Zoetemelk
Blaser ·
Delolme ·
Friou ·
Gallopin ·
Gauthier ·
Gisiger ·
Hoban ·
Lebaud ·
Levavasseur ·
Martin ·
Mathis ·
Mollet ·
Nilsson ·
Périn ·
Pirard ·
Seznec ·
Zeimes · 
Zoetemelk
Andersen ·
Bittinger ·
Friou ·
Gallopin ·
Gauthier ·
Gisiger ·
Lebaud ·
Levavasseur ·
Martin ·
Mathis ·
Morelon ·
Mollet ·
Nilsson ·
Périn ·
Pirard ·
Revoul ·
Seznec ·
Zeimes
Andersen ·
Bittinger ·
Clère ·
Friou ·
Gallopin ·
Gauthier ·
Lebaud ·
Le Bigaut · 
Levavasseur ·
Martin ·
Mathis ·
Menthéour ·
Mollet ·
Neel ·
Oberson ·
Revoul ·
Seznec ·
Thévenard ·
Vichot
Andersen ·
Bertin ·
Clère ·
Friou ·
Gallopin ·
Gauthier ·
Goransson ·
Herety ·
Le Bigaut · 
Levavasseur ·
Martin ·
Mathis ·
Menthéour ·
Michaud ·
Moreau ·
Néant ·
Vichot ·
Zoetemelk
Andersen ·
Bazzo ·
Bertin ·
Clère ·
Gauthier ·
Herety ·
Jensen ·
Laurent ·
Le Bigaut · 
Martin ·
Menthéour ·
Michaud ·
Moreau ·
Néant ·
Rault ·
Vichot ·
Zoetemelk